# دیتون (مریلند)
دیتون (به انگلیسی: Dayton) یک منطقهٔ مسکونی در ایالات متحده آمریکا است که در مریلند واقع شده‌است. دیتون ۲٬۱۱۴ نفر جمعیت دارد و ۱۶۷٫۹۵ متر بالاتر از سطح دریا واقع شده‌است.